# Desperado
Desperado – amerykańsko-meksykański film fabularny w reżyserii Roberta Rodrigueza z 1995 roku. Druga część tzw. trylogii meksykańskiej lub Trylogii Mariachi Roberta Rodrigueza, na którą składają się:
- El Mariachi (1992)
- Desperado (1995)
- Pewnego razu w Meksyku: Desperado 2 (2003)

Film znacznie wpłynął na popularność osoby Antonio Banderasa, wykreowanego na aktora na początku lat osiemdziesiątych przez Pedro Almodóvara.
Serwis Rotten Tomatoes przyznał mu wynik 64%.

## Obsada
- Antonio Banderas jako El Mariachi
- Joaquim de Almeida jako Bucho
- Salma Hayek jako Carolina
- Steve Buscemi jako Buscemi
- Cheech Marin jako barman
- Quentin Tarantino jako mężczyzna w barze
- Carlos Gómez jako prawa ręka Bucho
- Tito Larriva jako Tavo
- Angel Aviles jako Zamira
- Danny Trejo jako Navajas
- Abraham Verduzco jako Niño
- Carlos Gallardo jako Campa
- Albert Michel Jr. jako Quino
- David Alvarado jako koleś
- Angela Lanza jako turystka
- Peter Marquardt jako Moco
- Consuelo Gómez jako Dominó

## Fabuła
Film opowiada o dalszych losach ulicznego grajka meksykańskiego El Mariachiego (Antonio Banderas), który – po zamordowaniu jego ukochanej przez ludzi bossa narkotykowego Bucho (Joaquim de Almeida), mającego wielkie wpływy w metropoliach Meksyku – wypowiada gangowi krwawą zemstę. Ubrany na czarno bohater nosi w futerale na gitarę magazyn różnych broni, przeważnie pistoletów i karabinów. Posługuje się nią zawodowo, wywołując bardzo brutalną i krwawą walkę z mafiosami Bucho, po której jako jedyny wychodzi z baru żywy. Później zyskuje nieoczekiwane wsparcie właścicielki miejskiej księgarni – Caroliny (Salma Hayek).
Na jego nieszczęście, Bucho wypowiada mu otwartą wojnę. W tym celu każe swym ludziom strzelać do wszystkich obcych ludzi w miasteczku i zatrudnia seryjnego mordercę Navajasa (Danny Trejo). Ten jednak zabija przyjaciela El Mariachiego. Zaś jego celowi udaje się uciec do księgarni Caroliny. Jednak mordercy nie udaje się wypełnić zadania, gdyż przez przypadek zostaje zabity przez ludzi Bucha. Zdenerwowany boss podpala księgarnię, z której w ostatniej chwili uciekają kochankowie. El Mariachi, po rozmowie z ukochaną, postanawia zadzwonić po swych dawnych przyjaciół, uprzedzając, by wzięli ze sobą „gitary”. Po ich przyjeździe, następuje krwawa bitwa, w której giną przyjaciele El Mariachiego i prawie wszyscy obecni tam ludzie mafiosa. Zostaje również ranny mały chłopiec, którego Carolina odwozi do szpitala. Kochankowie postanawiają iść do domu Bucha, by ostatecznie zakończyć wojnę. Tam boss we wrogu poznaje swojego młodszego brata – jednak pomimo tego, że są braćmi, dochodzi pomiędzy nimi do ostatecznej strzelaniny, z której cało wychodzą tylko El Mariachi i Carolina. Kochankowie postanawiają wyjechać z miasta, lecz futerał zabierają ze sobą.